# Pierre Thomine-Desmazures (homme politique)
Pour les articles homonymes, voir Pierre Thomine-Desmazures.
Pierre Thomine-Desmazures, né à Caen le 9 décembre 1791 et mort à Caen le 4 septembre 1866, est un homme politique français. Il est député du Calvados sous la Deuxième République. Ses frères étaient Charles Thomine des Mazures et Léon Thomine Desmazures.

## Biographie
Pierre Thomine-Desmazures fait des études de droit à l'université de Caen et devient avocat au barreau de la ville.
Après le décès de François Durand, il se fait élire à l'assemblée. Il est réélu en 1849. Sa carrière politique prend fin avec le coup d'État du 2 décembre 1851.

## Sources
- « Pierre Thomine-Desmazures (homme politique) », dans Adolphe Robert et Gaston Cougny, Dictionnaire des parlementaires français, Edgar Bourloton, 1889-1891 [détail de l’édition]